# Обзор
Обзор (буг. Обзор) градић је у Републици Бугарској и насеље општине Несебар у оквиру Бургаске области.
Обзор је приморско летовалиште на обали Црног мора, које радо посећују и људи из Србије.

## Географија
Положај: Обзор се налази источном делу Бугарске. Од престонице Софије град је удаљен 440 km источно, а од обласног средишта, Бургаса град је удаљен 70 km североисточно.
Обзор је насеље на бугарској обали Црног мора. Градско приобаље чини низ плажа, а у позадини се издижу прва брда Старе планине.

## Становништво
| 1985. | 1992. | 2001. |
| ----- | ----- | ----- |
| 2.009 | 2.032 | 1.970 |

По проценама из 2007. године Обзор је имао око 2.400 становника. Огромна већина градског становништва су етнички Бугари. Остатак су махом Роми. Претежан вероисповест месног становништва је православље.

## Партнерски градови
- Будимпешта XVIII округ

## Галерија
- Поглед на насеље
- Градски часовник
- Градска плажа
- Пешачка целина